# 広島大学旧理学部1号館
広島大学旧理学部1号館（ひろしまだいがくきゅうりがくぶいちごうかん）は、広島市中区東千田町の東千田公園内にある遺構。広島大学の旧施設で、被爆建物である。

## 概要
国道2号および広島市道駅前吉島線（駅前通り）、広島県道243号広島港線（千田通り）に面した東千田公園敷地内にある。
1931年に広島文理科大学の本館として竣工した鉄筋コンクリート構造3階建のこの建物は、1945年広島市への原子爆弾投下により被爆するも倒壊を免れた。戦後広島大学に移管、1991年同大理学部が東広島市へ移転するまで使用された。その後は国立大学財務・経営センターが管理していたが、2010年から広島市に移管し東千田公園内の建物となった。戦後、広島大学およびその旧制前身校の被爆建造物が次々に取り壊されていったなかで、数少ない現存建物の一つとなっている。
現在は老朽化もあり立ち入り禁止であり、内部公開もされていない。また、老朽化や耐震補強の問題から保存に向けて協議が行われている。

## 沿革

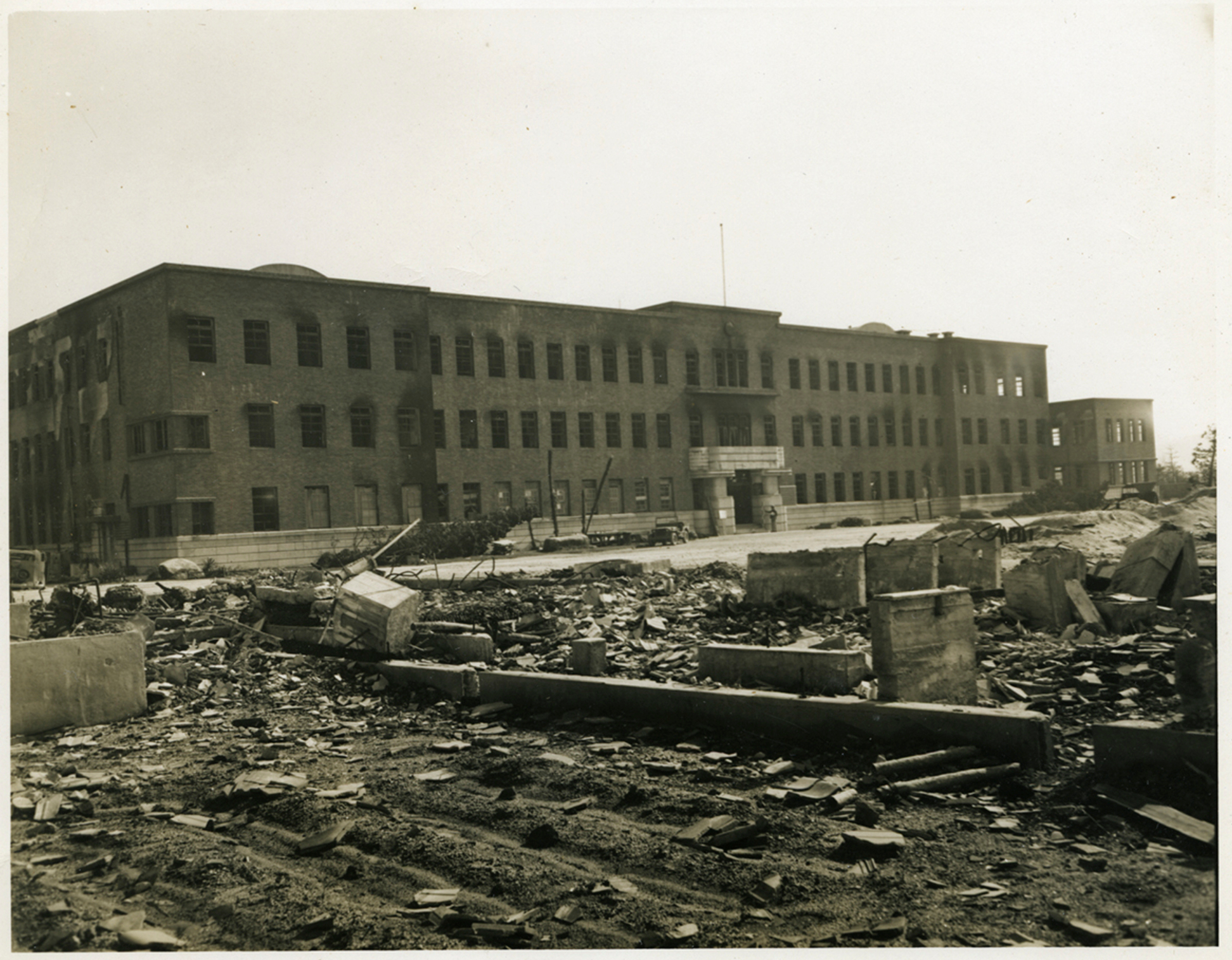
被爆後の文理大本館（1945年11月） / 正面玄関を北西方向より望む。手前は壊滅した広島高師の校舎の残骸。

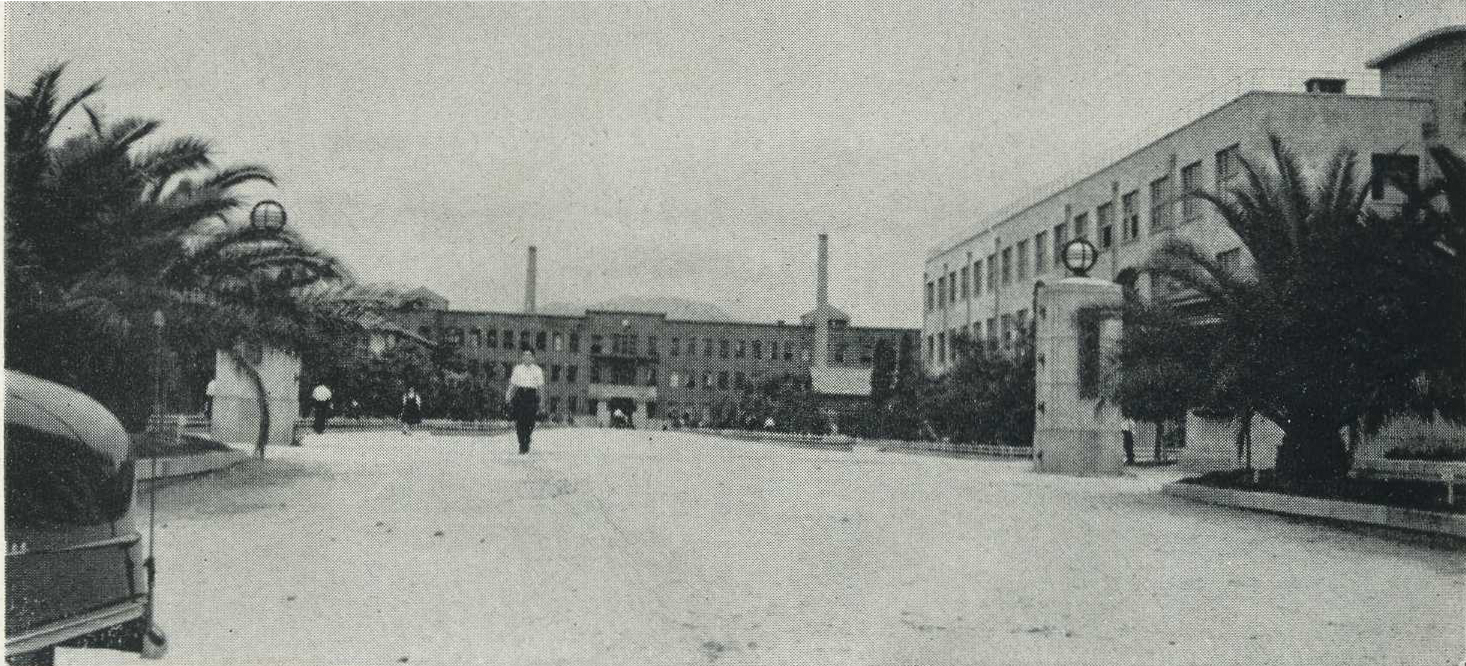
1950年代の広大・東千田キャンパス / 中央を通る「森戸道路」の奥に当時の理学部1号館が見える。

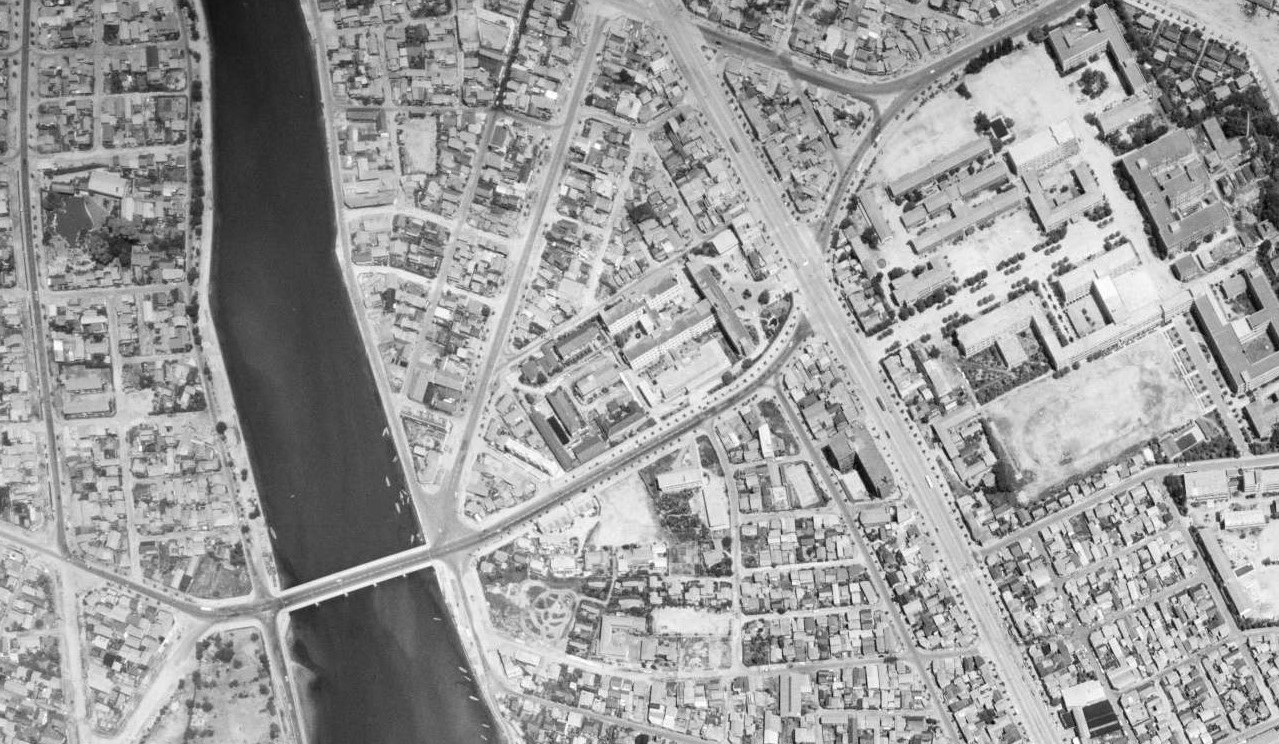
1962年の東千田キャンパス近辺の航空写真 / 理学部1号館、森戸道路、およびその左右のフェニックス並木が確認できる。

### 文理大本館の竣工・増築
広島大学の旧制前身校の一つである（旧制）広島文理科大学は、1929年（昭和4年）4月、当時の広島高等師範学校と同じ東千田町の校地（現在の東千田公園）内に設置・開学したが、前年の1928年4月から4期にわたる大学施設の築造が始まったものの、開学時点では校舎の築造が間に合わなかったため、文理大の教室・研究室や事務室は隣接する広島高師の校舎に間借りすることをよぎなくされた。広島文理科大学本館は、第3期工事として1930年2月、それまで高師の運動場であった場所に着工し、翌1931年6月、に一部が竣工し、文理大の各学科教室・研究室が本館に移転した。設計は文部省大臣官房建築課であるが、実際の設計チーフは文部技官の西村勝であったとされており、施工は大倉土木が担当した。この時点では中庭を囲むコの字型の鉄筋コンクリート構造3階建で、正面間口が80m近くあるなど当時としては巨大な建物であり、玄関ホールや腰壁に大理石が張られていた。その後も建物の増築は進み、1933年に終了した第4期工事により現状のヨの字型となり完成をみた。

### 戦時下の文理大本館と被爆
戦争末期の1945年（昭和20年）6月、大学本館の1/3以上（3階および2階の一部）は中国地方総監府に接収されたがほどなくして原爆投下となり、爆心地より1420メートルの位置にあった本館の内部は1Fの3室を除いて全焼した。しかし何とか外郭だけは焼け残ったため、1946年9月までに文理大は補修工事を経た本館に復帰した。
被爆当時、暗闇の中の本館から手探りで避難した人々により壁に残された血痕は、1958年（昭和33年）の改修に際して切り取られ保存された。また、正面の大時計は8時15分を示したまま戦後長く止まっていたが、1965年頃、修理不可能として交換された。

### 新制移行から現在まで
新制大学移行によって旧文理大本館は、1949年5月に発足した広島大学の理学部1号館（本館）に転用、正門からこの建物の正面までキャンパスの中央通り（初代学長森戸辰男にちなみ「森戸道路」と命名）が建設された。理学部1号館は、隣接する位置にあって同様に倒壊を免れた旧高師附属国民学校校舎とともに、圧倒的な施設不足の状態に置かれていた初期の広島大学を支えることとなった。また文理大の事実上の最後の学長であり戦後は教育学部教授となった長田新が『原爆の子』の編纂を行ったのもこの建物においてであった。
しかし老朽化に抗することはできず、1985年頃から北面を中心に壁面タイルが剥落するようになり、各学部の東広島キャンパスへの統合移転が進むなか、1991年9月、理学部の移転によって旧理学部1号館は空き屋となった。現在も存続する東千田キャンパス（かつての広大本部キャンパスのごく一部分である）の施設を除き、他の大学の建造物がすべて撤去された現在、キャンパス跡地の「東千田町公園」にほとんど補修もなされないまま「被爆建造物」として現状保存されている。
なお公園の門柱となっている入口の石柱（花崗岩製）は、文理大（および高師）の正門門柱として1935年に設置された被爆建造物であり、のち広島大学の門柱としても使用されたものである。また、先述の被爆者の血痕が付着した壁面タイルは、被爆時の状況を示す貴重な遺物として2枚の衝立に仕立てられ、移転先の理学部校舎内に保存・展示されている。

## 現状

### 建物保存
この建物が完全に閉鎖されたのは1991年（平成3年）である。1993年（平成5年）には広島市により被爆建物台帳にリストアップされている。
2014年現在、鉄筋3階建、延床面積約8,500m2。ただ同時期に行われた耐震調査により「震度6で倒壊あるいは崩壊の恐れがある」と診断された。以下、その時に提示された保存状態別の耐震工事費を示す。
| 保存方法                       | 延床面積 (m2) | 概算工費 （万円） |
| ------------------------------ | ------------- | ----------------- |
| 全部保存（Ｅ型）               | 8,500         | 40億6千           |
| 一部保存（中央棟を撤去しＣ型） | 6,900         | 33億4千           |
| 一部保存（南・西棟を残しＬ型） | 5,200         | 26億              |
| 一部保存（西棟のみ残しＩ型）   | 3,500         | 18億5千           |

また建物保存を諦めモニュメント保存も考えられている。

### 跡地利用
広大本部キャンパス跡地は1997年9月から11月にかけて開催された「第14回全国都市緑化フェア」の会場となり、「東千田公園」として整備された。これに先だち移転に伴って閉鎖された広島大学の各施設は、旧理学部1号館を残して順次撤去された。
緑化フェア修了後、市内中心部に空き地ができたことにより、様々な跡地利用計画が挙がった。まず、県によりがんセンターの候補地、2002年（平成14年）頃には広島県庁舎移転の最有力候補地、2003年（平成15年）にはここにサッカー専用スタジアムを建設しサンフレッチェ広島のホームスタジアムとする計画など、様々な計画が挙げられた。しかし国有地のため高額な用地買収費がかかる問題に加え、被爆建物の保存活用が前提での話となり、どれも実現しなかった。
2006年（平成18年）、市および広島大学で「ひろしまの『知の拠点』再生プロジェクト」を発足した。そのコンペティションの結果アーバンコーポレイションの案に決定、広大跡地を教育施設・商業施設・住宅でエリアごとに開発することになり、その中で被爆建物も保存されることが決定した。まず住居部分にマンションが建設された。2008年（平成20年）アーバンコーポの経営破綻により計画が一時中止となり、市はコンペの次点だった章栄不動産に打診するも協議の結果調整がつかなかったため、再開発計画は白紙となった。
2010年（平成22年）3月、市は再計画案を発表。広大跡地を管理する国立大学財務・経営センターとの協議の結果、お互いが所有する土地の一部を交換することとなり、結果被爆建物は市が管理する東千田公園の一部となった。今後、市で被爆建物の保存活用していくことになった。2011年（平成23年）現在、広島平和記念公園内の「原爆の子の像」に展示できずに溢れた折鶴を30年程度保存展示することとなり、その展示場所の候補の一つとしてここが挙がっている。
その後公募にて再計画案を募り、2013年（平成25年）三菱地所レジデンスを筆頭とした8企業のグループによる「広島ナレッジシェアパーク」事業として再開発が決定、2018年までに完成を目指す。2014年現在、ひろしまガーデンガーデンノースタワー・同サウスタワー・同コモンセンター、およびアーバス東千田などが建設されている。

## 旧・広大キャンパス内のその他の被爆建造物

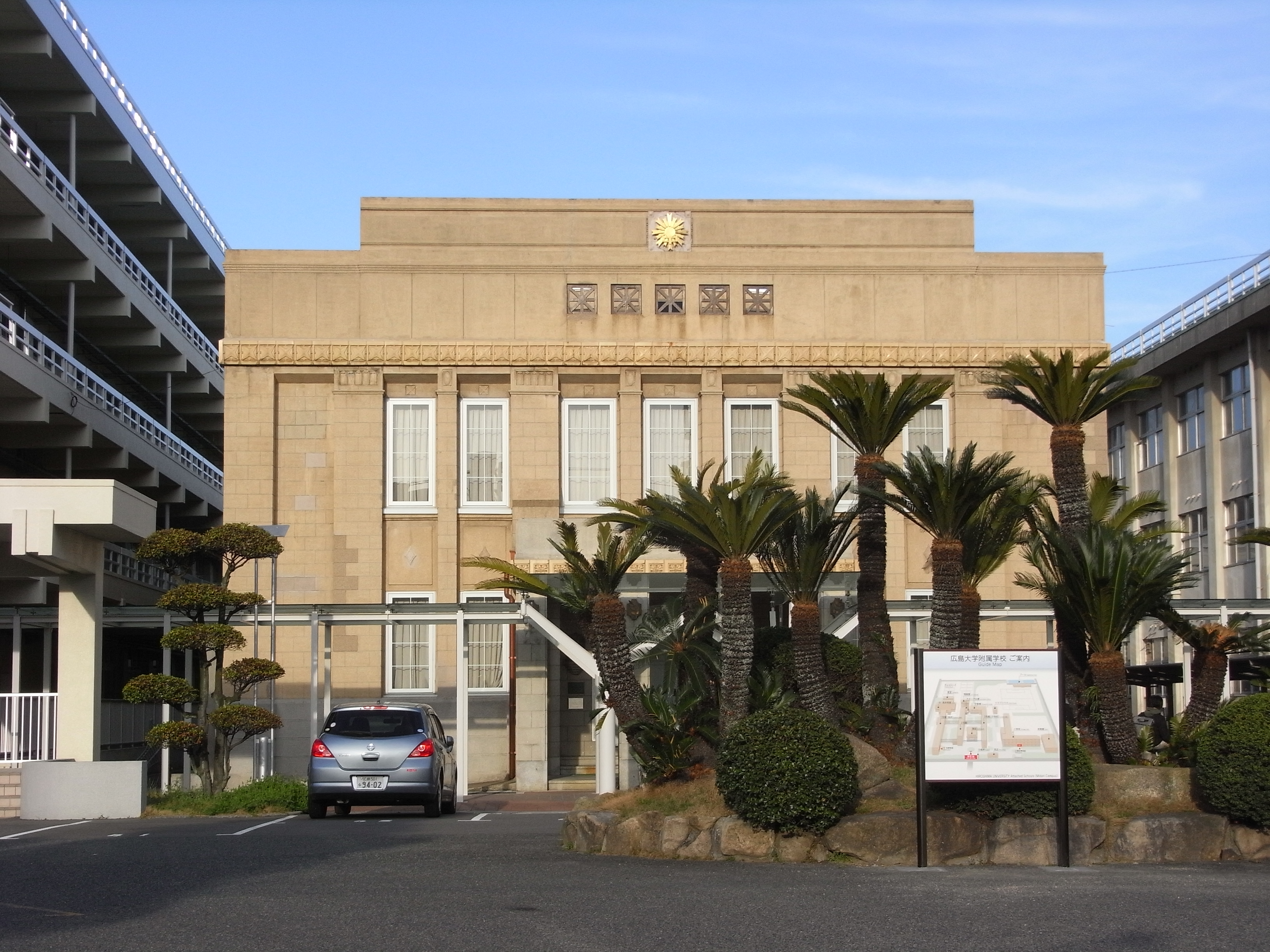
旧・広島高等学校講堂（現・広大附属中学・高校講堂） / 旧・広大キャンパス内の被爆建造物の中で唯一登録文化財に登録されている建物である。

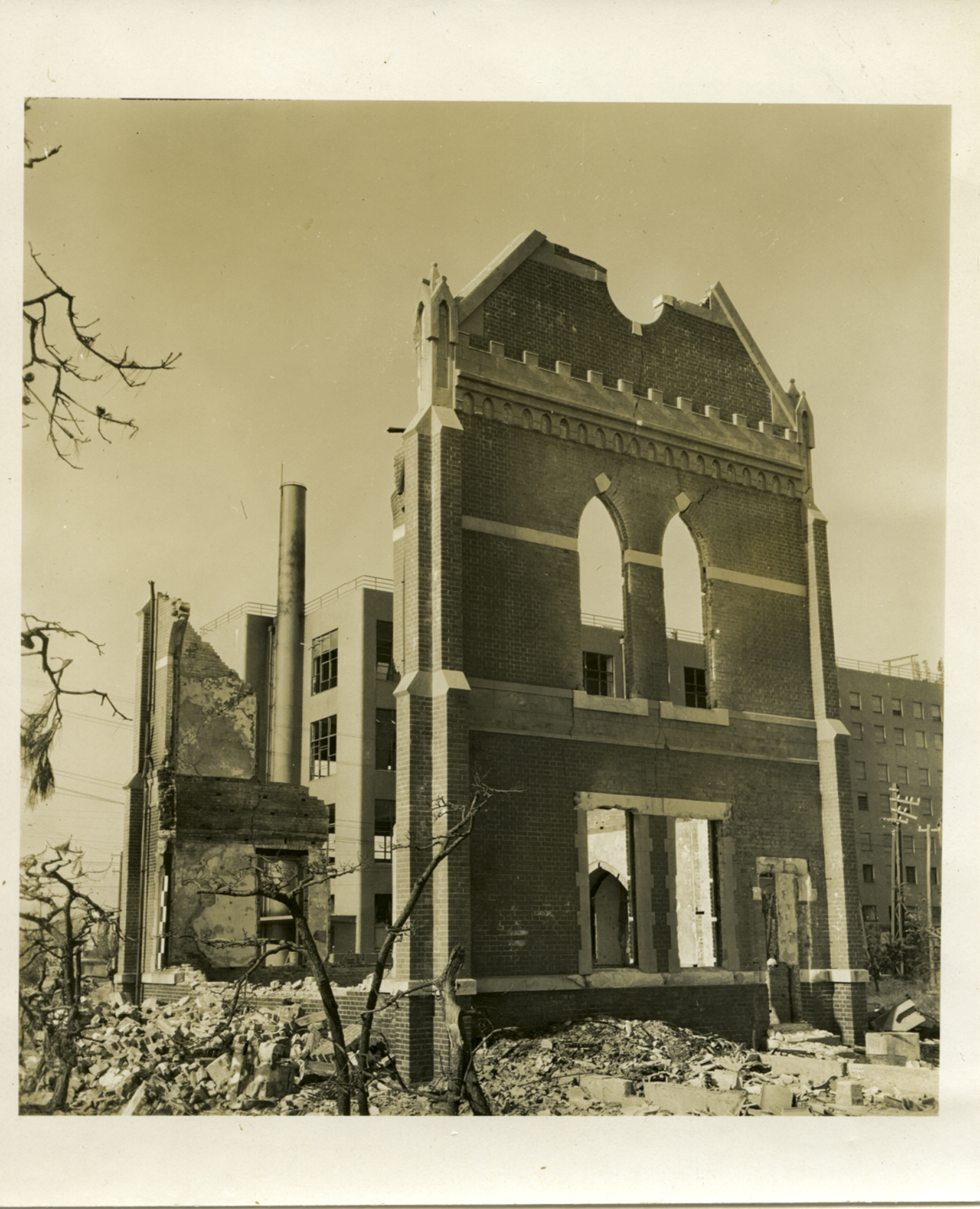
原爆被災後の永懐閣 / 1945年11月、米軍によって撮影された。

原爆被災の時点で、広島市内には広大の前身校となる旧制学校が広島文理大を含め8校存在していた。これらの学校の施設は一部を除き大半が木造であったため、爆心地から遠距離に位置していた広島師範学校・広島市立工業専門学校を除けば、ほとんどが原爆による熱線・爆風によって倒壊・焼失した。しかし数少ないRC造の施設の中には、本館と同様、被爆後も内部が全焼したものの外郭・形態を保っていたものもあり、これらのうちいくつかは戦後の新制広島大学の移行後も引き続き校舎などの施設として使用された。
広島市内の被爆建造物をほぼ網羅した同市の公式報告書『ヒロシマの被爆建造物は語る』（1996年刊）、およびそのスタッフによる『ヒロシマをさがそう』（2006年刊）では広大前身校の施設について旧理学部1号館を除き、刊行時点で現存していなかったものも含め6点の建造物を記載しているが、このうち広島文理大教育博物館「永懐閣」（1925年10月竣工、レンガ造2階建、爆心地から1.6km）および広島女子高等師範学校体育館（1937年12月、RC造・鉄骨トラス平屋建、1.66km）は、原爆被災に際して辛うじて外郭を保ったものの爆風により大破あるいは全壊したため戦後ほどなくして解体された。また広島高等師範学校附属国民学校校舎（1938年3月、RC造・3階建、1.3km）・広島工業専門学校醸造学科実験室（1929年頃、RC造2階建、2.06km）は大きな損傷を受けたものの戦後補修され、新制広島大学あるいはその附属高の校舎として使用されたのち、前者は1996年3月、後者は1968年頃解体されたため現存しない。さらに先述のように爆心地から遠隔に位置していた広島師範学校講堂（1941年9月、RC造2階（一部3階）建、4.11km）は、爆風による損壊が軽微であったため戦後長く使用されたが2006年8月に解体され、同様に現存しない。
以上のように、旧・広大キャンパス内に戦後に至るまで存在していた被爆建造物のほとんどがキャンパス統合移転や老朽化などの事情で取り壊し、あるいは旧理学部1号館のように放置の運命をたどるなか、現在に至るまで現役の施設として存続し登録有形文化財に登録されている（旧制）広島高等学校講堂（1927年1月、RC造平屋（一部2階）建、2.69km）は例外的な存在である。さらに、これら以外の比較的小規模な被爆建造物としては先述の文理大正門門柱のほか、広島工専正門門柱があり、被爆を経て戦後の学部正門門柱としてそのまま使用され、キャンパス移転に際しては学部のシンボルとして移築されている。さらに、広島大学の旧施設としては、旧・広島大学医学部医学資料館および旧・広島大学薫風寮が被爆建造物とされるが、この2つは被爆時には学校施設でなく陸軍の施設であった（それぞれ広島陸軍兵器補給廠・広島陸軍被服支廠を参照のこと）。

## 交通
鉄道
- 広島電鉄宇品線（1・3・7号線）日赤病院前電停下車。

バス
- 広島バス21号線・50号線日赤前下車。

## 周辺施設
- 広島大学東千田キャンパス
- 広島赤十字・原爆病院
- タカノ橋商店街
- 広島市役所
- 広島県情報プラザ（広島県立図書館・広島県立文書館） - かつての広大工学部キャンパスに所在。
- 広島市立千田小学校
- 広島電鉄本社
- 修道中学校・高等学校